# Arbeiteraristokratie
Unter Arbeiteraristokratie wird eine Elite innerhalb der Arbeiterschaft (Arbeiterklasse) in den industrialisierten Ländern Westeuropas und Nordamerikas verstanden, die sich ab der Mitte des 19. Jahrhunderts bildete.

## Begriffsverwendung
Der Begriff wurde schon von Karl Marx (1818–83) in seinem Werk Das Kapital genutzt, er verstand darunter den „bestbezahlten Teil der Arbeiterklasse, (...) ihre Aristokratie“. Auch Friedrich Engels spricht von einer „Aristokratie in der Arbeiterklasse“, die in den „großen Trades Unions“ ihre Organisationen gefunden hätten. „[S]ie haben es fertiggebracht, sich eine verhältnismäßig komfortable Lage zu erzwingen, und diese Lage akzeptieren sie als endgültig.“ Schon 1858 führte Engels in einem Brief an Marx aus, dass „das englische Proletariat faktisch mehr und mehr verbürgert, so daß diese bürgerlichste aller Nationen es schließlich dahin bringen zu wollen scheint, eine bürgerliche Aristokratie und ein bürgerliches Proletariat neben der Bourgeoisie zu besitzen.“
Bei Lenin (1870–1924) wurde die Arbeiteraristokratie zu einem Kampfbegriff im Rahmen seiner Imperialismustheorie und richtete sich vor allem gegen westeuropäische und nordamerikanische Gewerkschafts- und Parteiführer (siehe auch Trade-Unionismus). Lenin definiert die Ursachen und Wirkungen der Entwicklung einer Arbeiteraristokratie folgenderweise: „Ursachen: 1. Ausbeutung der ganzen Welt durch das betreffende Land; 2. seine Monopolstellung auf dem Weltmarkt; 3. sein Kolonialmonopol. Wirkungen: 1. Verbürgerung eines Teils des englischen Proletariats; 2. ein Teil läßt sich von Leuten führen, die von der Bourgeoisie gekauft sind oder zumindest von ihr bezahlt werden.“
Gegen die Leninsche Definition lässt sich einwenden, dass die Verbesserung der proletarischen Lebensbedingungen nicht eine Minderheit betraf und nicht das Resultat der Bestechung von Arbeitern, sondern der Lohnkämpfe in Zeiten der kapitalistischen Prosperität war.
Analytisch wird der Begriff teilweise als interne Differenzierung der Arbeiterklasse verstanden. Vor allem in der englischen Sozialgeschichte spielt der an die marxistische Tradition angelehnte Begriff eine wichtige Rolle. Dort wird er auf die nach (klein-)bürgerlicher Respektabilität strebende besonders gut qualifizierte Schicht der Arbeiter angewendet. Eric J. Hobsbawm untersuchte diese Gruppe vor allem für den Zeitraum von 1840 bis 1990. Als wichtigste Merkmale galten ihm die regelmäßige Beschäftigung und eine höhere Entlohnung. Zusätzlich führte er die Kategorie einer Super-Aristocracy ein. Allerdings wurde die analytische Unschärfe und mangelhafte Abgrenzung des Konzepts der Arbeiteraristokratie oft kritisiert.

## Arbeiteraristokratie in Deutschland
Diese Diskussion wurde auch für den deutschen Fall geführt. Auch in Deutschland gab es seit Mitte des 19. und im frühen 20. Jahrhundert eine Arbeiteraristokratie, deren Struktur sich jedoch im Laufe der Zeit stark veränderte. Dazu zählten zunächst handwerklich-„ständische“ Arbeiter wie die Bergleute im Erzbergbau, in Metall- und Glashütten, staatlichen Manufakturen usw. mit ihren berufsständischen Privilegien (daher „Aristokratie“). Diese Schicht, die wichtige Berufserfahrungen monopolisieren und oft sogar an ihre Söhne „vererben“ konnte, wurde gegen Ende des Jahrhunderts abgelöst durch eine neue (vor allem groß-)industrielle Arbeiteraristokratie: Infolge des langanhaltenden Wirtschaftsaufschwung 1895–1914 in Verbindung mit steigenden Exporterfolgen der Montanindustrie, des Maschinenbaus und der Elektroindustrie sowie mit zunehmendem Größenwachstum und Bürokratisierung der Unternehmen entstanden zahlreiche neue Stellen für Stamm- und Vorarbeiter, Werkmeister und Kontrolleure. Diese waren dauerhaft beschäftigt und genossen teils neue Privilegien wie Werkswohnungen und Betriebsrenten (so im Steinkohlebergbau, bei Krupp, Siemens, in den Marinewerften usw.). Durch Verbreitung der Berufsausbildung in immer mehr Berufsgruppen kam es in der Folge zu einer gewissen Homogenisierung der deutschen Arbeiterschaft. Die Existenz einer Arbeiteraristokratie war demzufolge vor dem Ersten Weltkrieg weniger ausgeprägt als in Großbritannien. 
Mit dem Fordismus entstand jedoch in den 1920er Jahren in allen westlichen Ländern eine „Arbeiterbürokratie“, die in den wachsenden Angestelltenschichten aufging. 
Seit 1941/42 stand den qualifizierten Stamm- und Facharbeitern in der deutschen Rüstungswirtschaft erneut ein Heer von meist gering qualifizierten Zwangsarbeitern gegenüber, deren Arbeits- und Lebensbedingungen sich von denen der Stammarbeiter extrem unterschieden.
Wohl auch um ideologische Bezüge zu vermeiden, spielt der Begriff der Arbeiteraristokratie im deutschsprachigen Raum heute auch im Rückblick auf das 19. Jahrhundert nur noch eine untergeordnete Rolle. Wichtiger wurden Begriffe wie Leistungs-, Funktions- und Werteliten. Für die Arbeitsverhältnisse der Bundesrepublik wurde seit den 1970er Jahren immer wieder die Unterscheidung zwischen Kern- und Randbelegschaft als analytisches Konzept herangezogen.
Im globalen Maßstab betrachtet könnte heute argumentiert werden, die westlichen Arbeiterklassen nähmen im Verhältnis zu den restlichen Arbeiterklassen auf der Welt, zu Arbeitsimmigranten oder „ethnischen Unterschichten“ in den westlichen Ländern die Position einer Arbeiteraristokratie ein.